# Геопоника
Геопоника (Γεωπονικά) је дело које представља пољопривредна знања у 20 књига, која су сакупљена за Византијског цара Константина VII Порфирогенита током Х века у Цариграду. Грчка реч Геопоника значи у најширем смислу „пољопривредне радове“.